# Hibou (Disney)
Pour les articles homonymes, voir Hibou (homonymie).
Dans les productions en animation du studio Disney les personnages de hibou possèdent souvent des caractéristiques similaires, à savoir un âge avancé, un caractère docte mais un peu foldingue et souvent des attributs renforçant ces deux éléments, tel un chapeau de diplômé ou des lunettes.

## Incarnations

### Bambi
Le personnage de M. Hibou (Friend Owl) dans Bambi (1942) doit « être une créature naïve, absurde » passant « le plus clair de son temps à effrayer les autres ». Il est dessiné par Eric Larson,. Pour Lambert, ce hibou est le plus bavard du film dans un long métrage qui ne comprend qu'un peu moins de neuf cents mots. Pour Grant, c'est une caricature glorieuse, dépeignant un mélange entre une sorte de misanthrope et une fausse figure paternelle ayant avant tout un rôle humoristique. Il possède toutefois une seconde fonction, celle de lier l'histoire, servant de pseudo-narrateur. Sa figure paternelle est faussée car les conseils qu'il donne, à propos de l'amour, ne sont pas allègrement et rapidement suivis.

### Merlin l'Enchanteur
Archimède, compagnon bourru mais lettré de Merlin joue un rôle important dans l'éducation de Moustique (Arthur), y compris son alphabétisation. Il garde toutefois un caractère assez grognon et susceptible qui reste dans l'esprit du hibou de Bambi.

### Courts métrages
Un personnage de hibou, le Professeur Hibou (Professor Owl) apparaît à deux reprises dans des courts métrages assimilés aux Silly Symphonies non officielles de 1953, Melody et Les Instruments de musique. Ce personnage sert à la fois de narrateur, de professeur de musique et de chef d'orchestre dans ces deux films sur la musique. Vêtu d'une redingote et portant de grandes lunettes rondes attachées par un fil unique, ce professeur a toutefois la particularité d'être de couleur bleu.

### Danny, le petit mouton noir
Dans Danny, le petit mouton noir (1948), le  personnage du Vieux Hibou (Wise Old Owl) porte un chapeau universitaire américain (carré) et de petites lunettes carrées.

### Big Mama
Big Mama est un hibou femelle dans le film Rox et Rouky (1981) inspiré par la chanteuse  Pearl Bailey